# Щеґляцин
Щеґляцин (пол. Szczeglacin) — село в Польщі, у гміні Корчев Седлецького повіту Мазовецького воєводства.
Населення — 310 осіб (2011).
У 1975-1998 роках село належало до Седлецького воєводства.

## Демографія
Демографічна структура станом на 31 березня 2011 року:
|          | Загалом | Допрацездатний вік | Працездатний вік | Постпрацездатний вік |
| -------- | ------- | ------------------ | ---------------- | -------------------- |
| Чоловіки | 145     | 33                 | 85               | 27                   |
| Жінки    | 165     | 37                 | 70               | 58                   |
| Разом    | 310     | 70                 | 155              | 85                   |